# Natuurpark Hoge Venen-Eifel

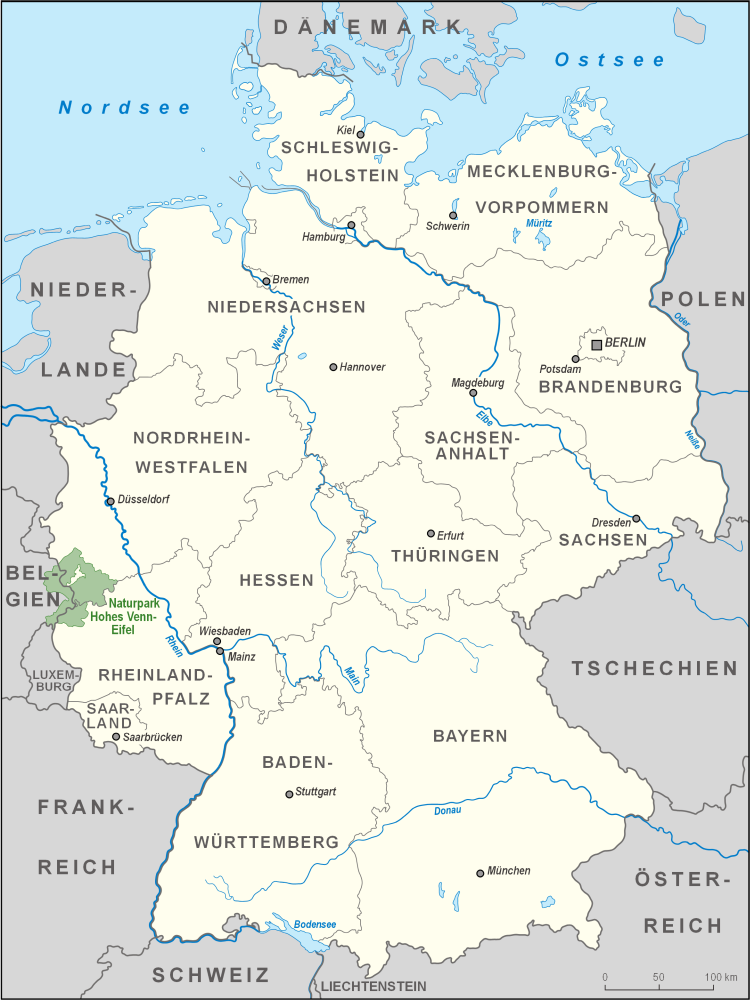
locatie Natuurpark Hoge Venen-Eifel, voor de uitbreiding in 2020

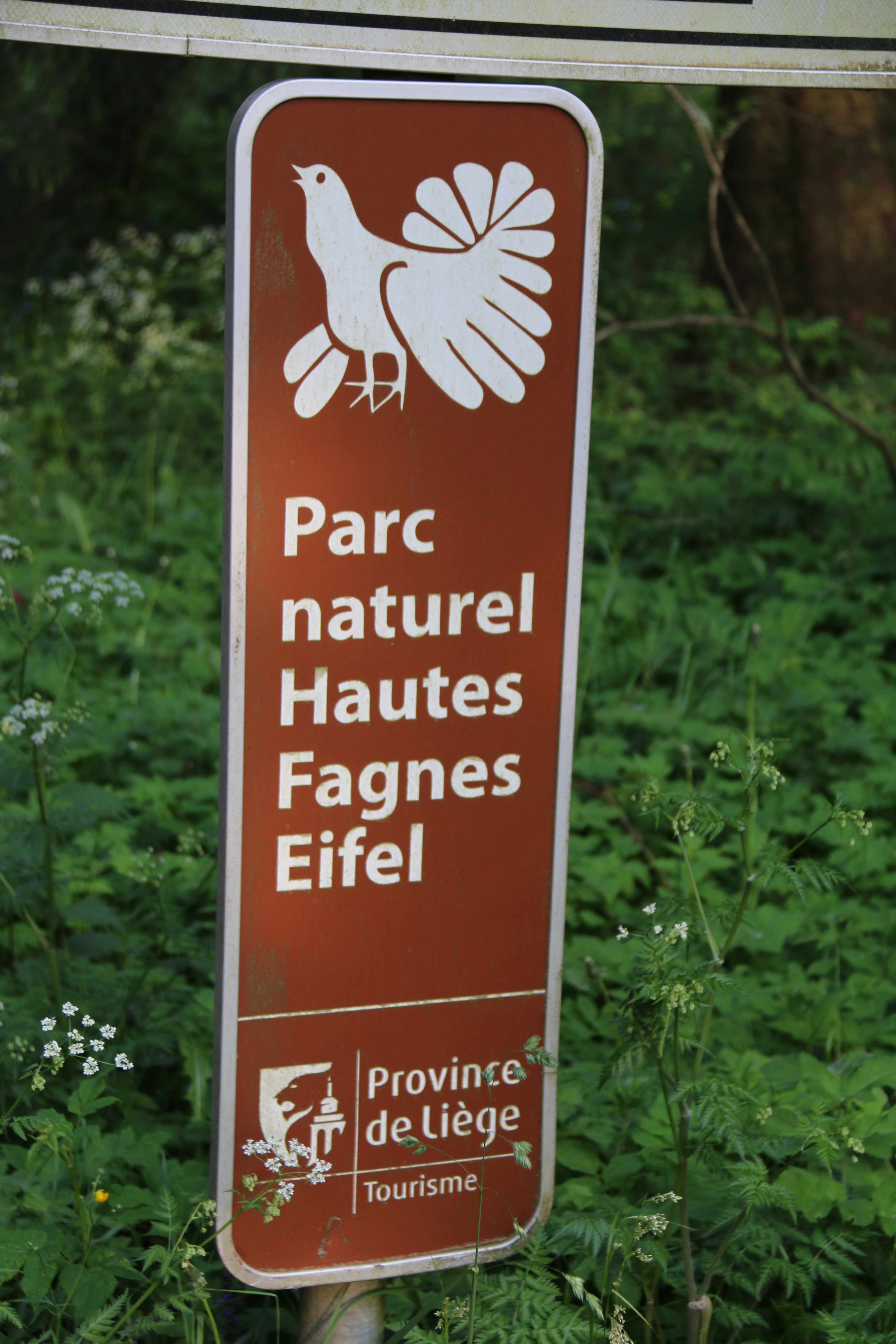

Het Duits-Belgische natuurpark Hoge Venen-Eifel (Frans: Parc Naturel Hautes Fagnes-Eifel/Duits: Naturpark Hohes Venn-Eifel) is een grensoverschrijdend natuurpark met delen in de Duitse deelstaten Noordrijn-Westfalen (1.660 km²) en Rijnland-Palts (400 km²), alsook in de Belgische provincie Luik (700 km²). Het park is sedert 2020 (uitbreiding met gebieden in Vettweiß, Langerwehe, Kreuzau en Aken) ongeveer 2.760 km² groot .  Het hoogste punt is de Hohe Acht in de Eifel (747 m boven Normalnull).
Het natuurpark is gelegen tussen Langerwehe en Eupen in het noorden, als Bad Münstereifel, Prüm en Sankt Vith in het zuiden. Het gebied omvat de volgende delen: de Rureifel, de Hocheifel, de Kalkeifel, het Ourdal, het Vennvorland en de Hoge Venen, een hoogveen- en heidelandschap dat 7.500 jaar geleden aan het einde van de laatste ijstijd ontstond.
Tot het Naturpark behoort ook het Hürtgenwald, berucht vanwege de gevechten aan het eind van de Tweede Wereldoorlog.
Het parkgebied is in 2020 uitgebreid, met in totaal 60 km². Dit betreft een gedeelte van de gemeenten Aken en Langerwehe, Kreuzau en Vettweiß. Het gaat om hellingen ten westen van de Wehebach bij Langerwehe, de Ruraue (oeverlandschappen van de rivier de Rur) bij Kreuzau en de Drover Heide bij Vettweiß .
In België bevinden zich de bezoekercentra Haus Ternell en Natuurparkcentrum Botrange.

## Afbeeldingen

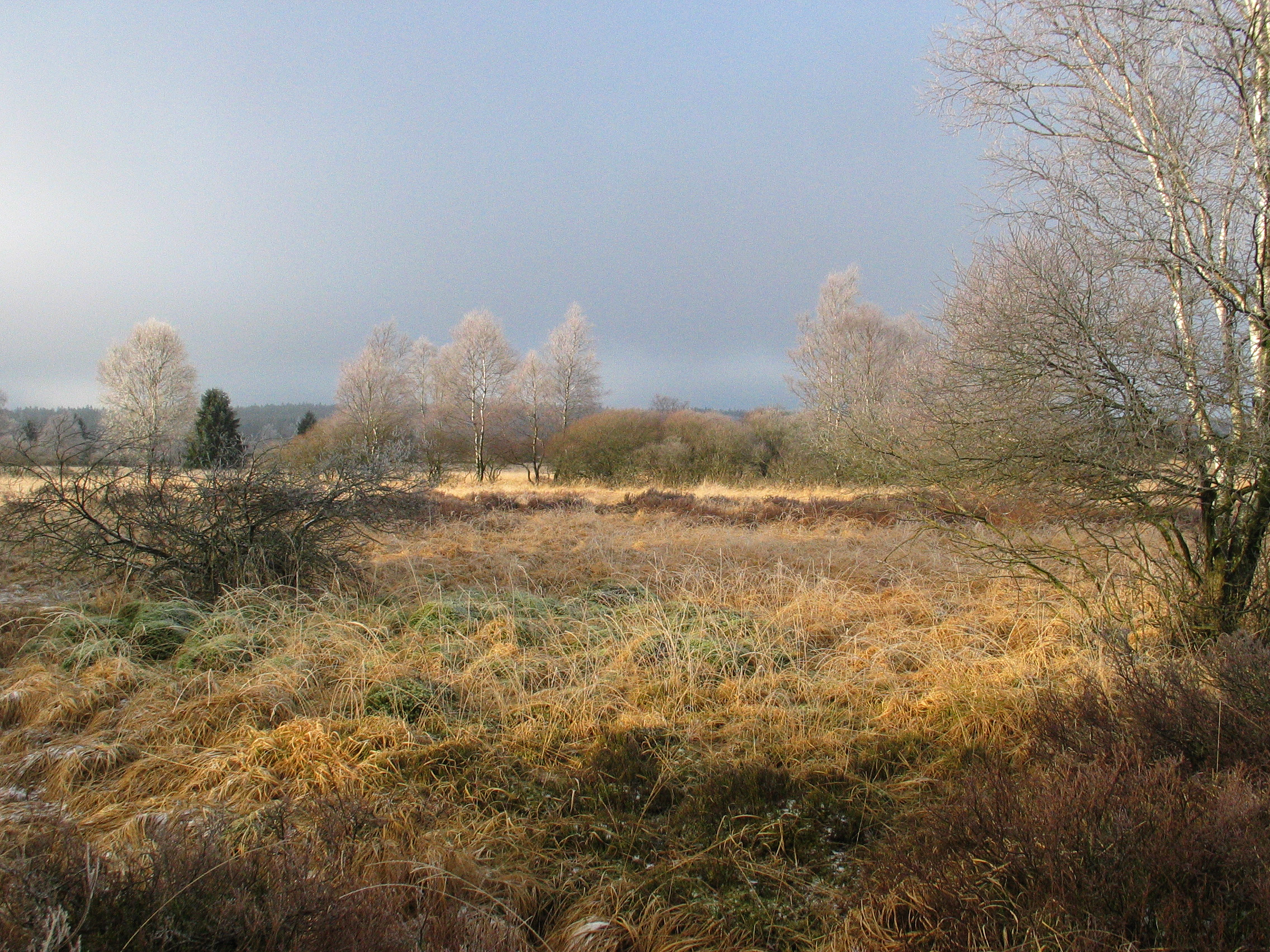
Typisch beeld van de Hoge Venen
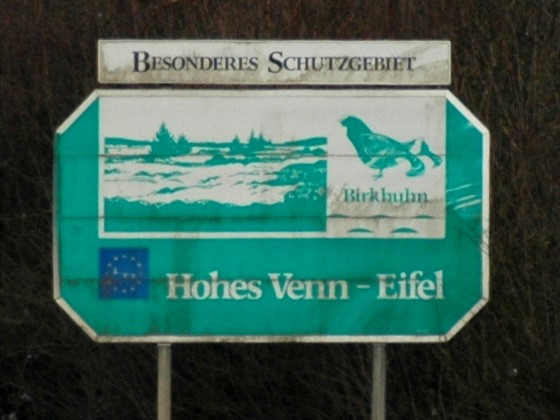
Informatiebord in het (Duitstalig-)Belgische deel van het gebied
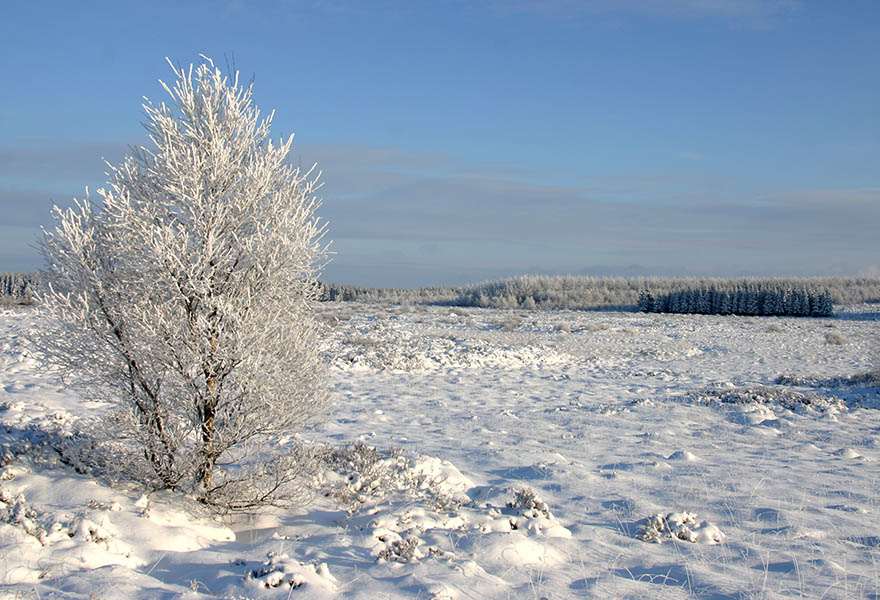
Hoge Venen
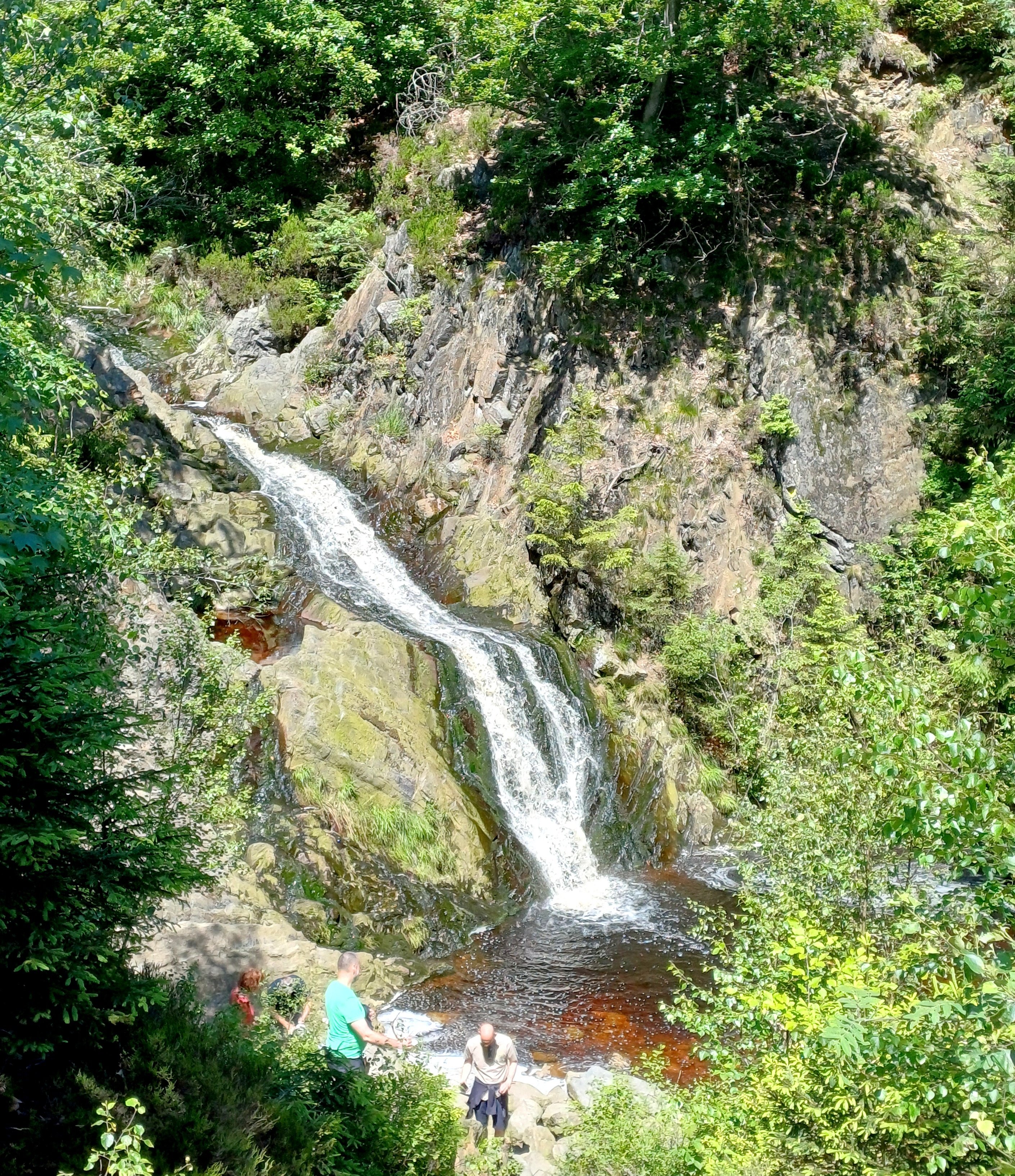
De Bayehon
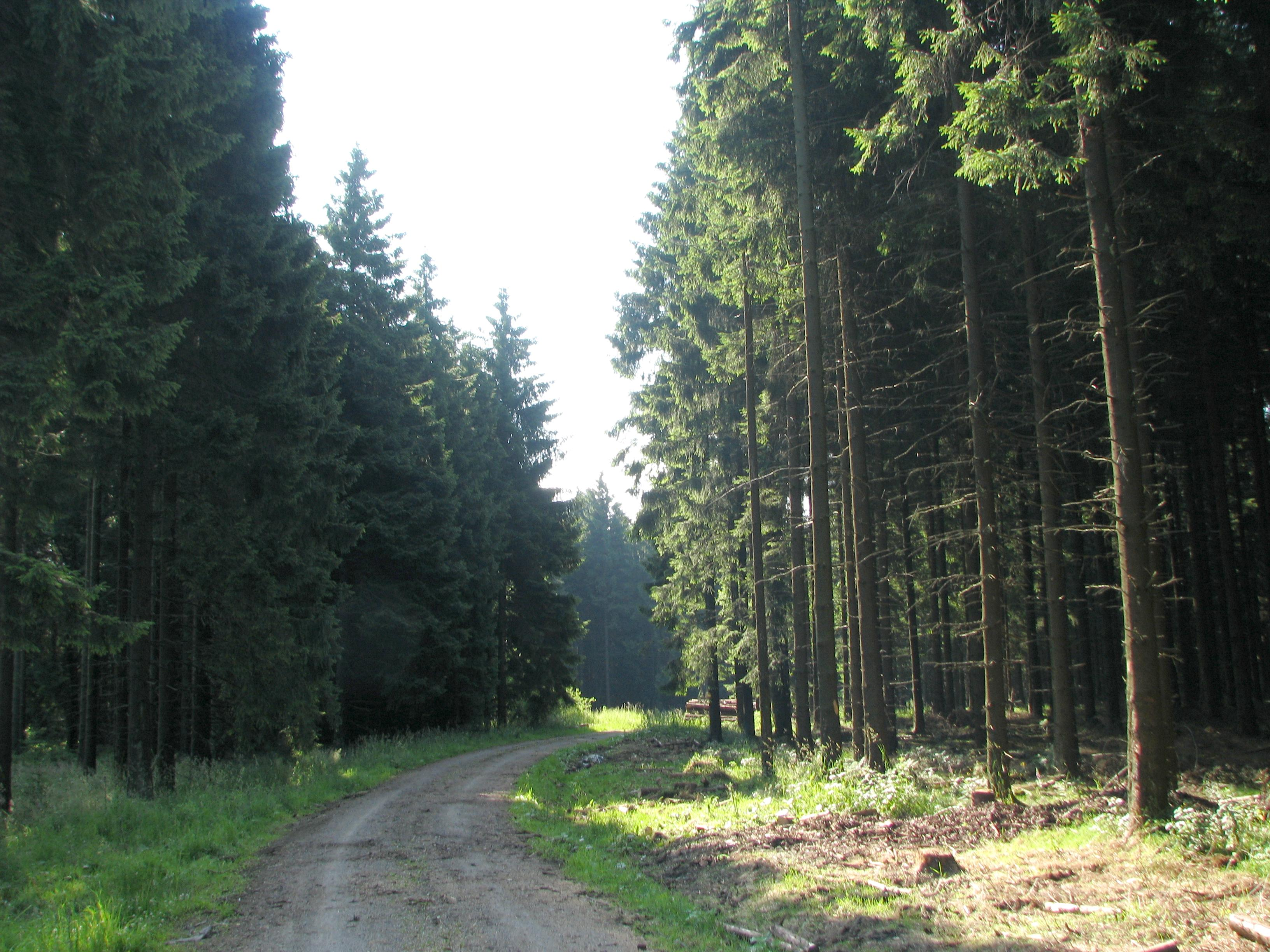
In het Hürtgenwald
De Drover Heide, een voormalig militair oefenterrein
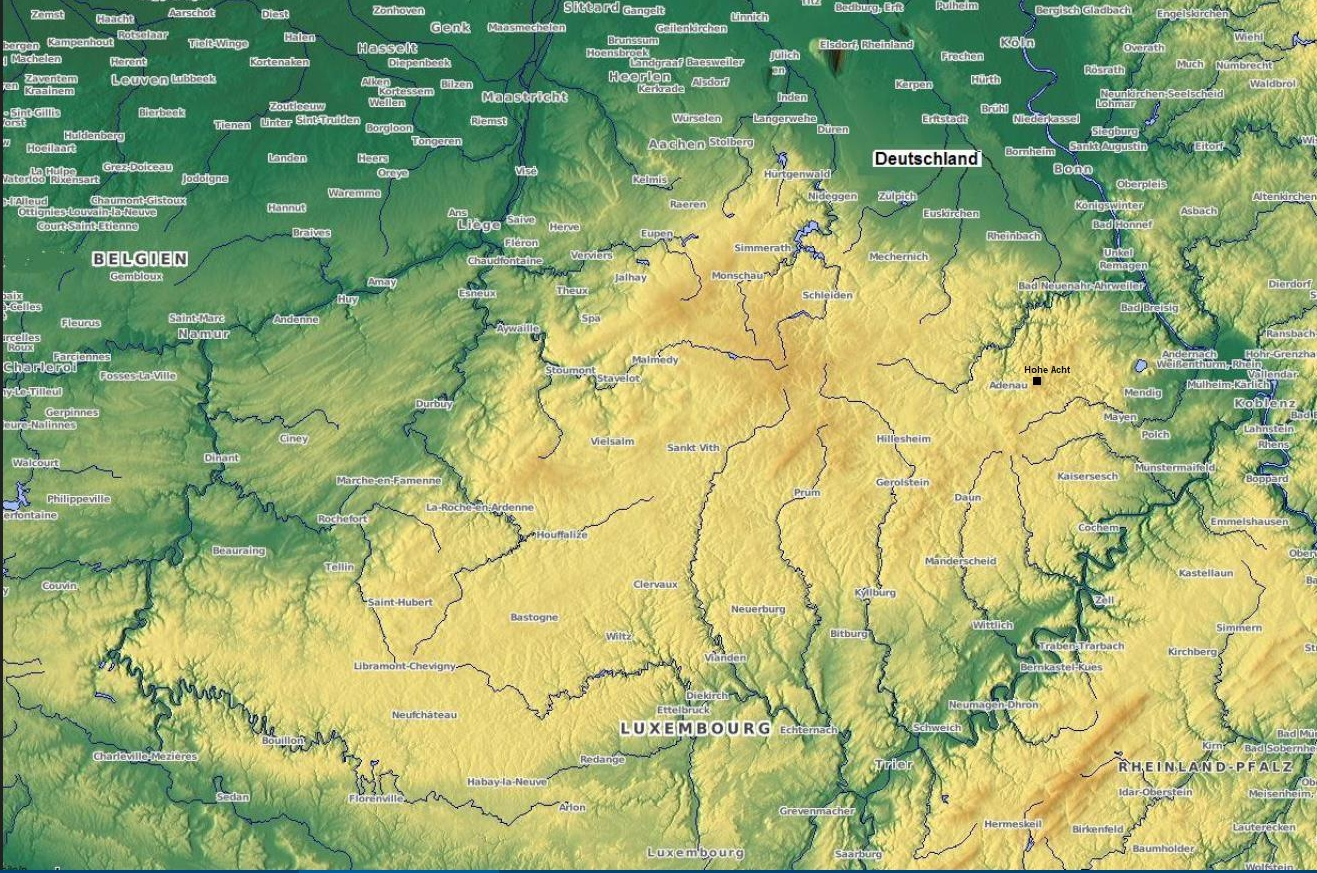
Kaart van de omgeving van de Hohe Acht